# Heidi Specogna
Heidi Specogna (Bienne, 5 gennaio 1959) è una regista svizzera, Ha contribuito al cinema sudamericano e africano realizzando i film acclamati dalla critica come Das kurze Leben des José Antonio Gutierrez, Cahier africain e Tupamaros.

## Vita privata
È nata il 5 gennaio 1959 a Biel/Bienne, in Svizzera ma vive a Berlino.

## Carriera
Ha frequentato la scuola di giornalismo a Zurigo e poi ha lavorato come giornalista per vari media della stampa tedesco-svizzera. Dal 1982 al 1988 ha studiato all'Accademia tedesca del cinema e della televisione di Berlino. Dopo essersi diplomata, è diventata docente presso l'Accademia del film del Baden-Württemberg di Ludwigsburg per il film documentario dal 2003.
Si è concentrata principalmente sul cinema dell'America Latina e dell'Africa per la sua produzione cinematografica, in particolare attraverso la sua casa di produzione fondata nel 1990.
Nel 1985, il suo cortometraggio Traces ha vinto il Bern Film Prize.
Nel suo documentario del 1991 Tania la Guerillera si ritrae la guerrigliera boliviana Tamara Bunke  e nel 1993, ha realizzato il film Deckname: Rosa sull'attività illegale di un operatore radiofonico per la Orchestra rossa.
Nel 1996 i Tupamaros, un movimento di guerriglia dell'Uruguay, viene trattato nell'omonimo documentario. Nel documentario Das kurze Leben des José Antonio Gutierrez segue le orme di José Antonio Gutierrez in Guatemala e Messico. Il documentario ha vinto lo Premio del cinema svizzero 2007 per il miglior documentario e il Premio Adolf Grimme.
Pepe Mujica - Lektionen eines Erdklumpens è invece un ritratto dell'ex presidente uruguaiano (2010–2015), guerrigliero e coltivatore di fiori José Mujica.
Nel 2011 ha realizzato il documentario Carte Blanche incentrato sulla Repubblica Centrafricana che è stato premiato come miglior documentario in lingua tedesca a Duisburg nel 2011 e successivamente ha ricevuto il Catholic Media Prize. Il film Goal hunter's ship ha ricevuto il premio della giuria dei giovani a Lipsia e la sua "storia femminile" intitolata Esther und die Geister ha ricevuto il premio tedesco per i diritti umani.
Nel 2017, il suo film Cahier Africain basato sulla crisi della Repubblica Centrafricana, ha ricevuto il Deutscher Filmpreis, così come il Premio del cinema svizzero per il miglior documentario e il Silver Dove a Lipsia e nel 2018 il Premio Adolf Grimme.
Nel 2019 Specogna ha ricevuto il Konrad Wolf Prize presso l'Accademia delle Arti. Nel 2020 il Soletta Film Festival ha dedicato a Specogna il programma speciale “Rencontre” per ricordare il suo contributo al cinema africano.

## Filmografia
- 1985 - cortometraggio Fährten (Regista, scrittrice, direttrice della fotografia, montatore)
- 1988 - cortometraggio Dschibuti (Regista, scrittrice)
- 1991 - Documentario Tania - La Guerrillera (Regista, scrittrice, produttrice)
- 1994 - Documentario Deckname: Rosa (Regista, scrittrice)
- 1995 - Film Z-man's Kinder (Regista, scrittrice, produttrice)
- 1997 - Documentario Tupamaros  (Regista, scrittrice, produttrice)
- 2004 - Documentario Eine Familienangelegenheit  (Regista, scrittrice)
- 2004 - Documentario Zeit der roten Nelken  (Regista, scrittrice)
- 2006 - Documentario Das kurze Leben des José Antonio Gutierrez  (Regista, scrittrice, produttrice, fotografa)
- 2009 - Film 24 ore di Berlino
- 2010 - Documentario Das Schiff des Torjägers  (Regista, scrittrice)
- 2011 - Documentario Carte Blanche (Regista, scrittrice, produttrice)
- 2012 - Documentario Mädchengeschichten  (Regista, scrittrice)
- 2014 - Documentario Pepe Mujica - Lezioni dall'aiuola
- 2016 - Documentario Cahier Africain (Regista, scrittrice)

## Premi e riconoscimenti
- 2007: Premio del cinema svizzero nella categoria Miglior film documentario per Das kurze Leben des José Antonio Gutierrez
- 2008: Premio Adolf Grimme per Das kurze Leben des José Antonio Gutierrez
- 2011: premio documentario 3sat per Carte Blanche
- 2012: Premio tedesco per il film sui diritti umani per Esther and the Ghosts
- 2013: Premio Catholic Media per Carte Blanche
- 2016: Premio cinematografico tedesco sui diritti umani per Cahier africain
- 2017: Premio del cinema svizzero e Premio del cinema tedesco LOLA per Cahier africain (miglior documentario)
- 2019: Premio Konrad Wolf